# Primera División C 2021
El campeonato de la Primera División C Profesional 2021 del fútbol paraguayo, fue la vigésimo cuarta edición oficial de la Primera División C como Cuarta División, organizado por la Asociación Paraguaya de Fútbol. El campeonato inició el 30 de abril de 2021 y terminó el 28 de septiembre. El club Capitán Figari terminó último en la tabla de promedios por lo que quedará desprogramado en la siguiente temporada. En la fecha 23 el club General Caballero ZC logró su ascenso de manera anticipada y en la fecha 24 se consagró campeón. Así mismo en la última fecha el club Silvio Pettirossi logró su ascenso como subcampeón.
Fueron 13 los equipos que compitieron en el campeonato. Esta edición marca el retorno de la disputa del certamen luego de más de 1 año, ya que la edición pasada no se pudo jugar debido a la pandemia de coronavirus.

## Sistema de competición
Con 13 equipos, el sistema de competición se modifica a diferencia de la temporada pasada, es decir a dos ruedas todos contra todos, completando 26 fechas, el campeón y el subcampeón lograrán el ascenso a la Primera División B (tercera división).
La cantidad de equipos para esta temporada son de 13 clubes, ya que se resolvió rechazar por quinto año consecutivo el retorno del club General Caballero SF, institución que terminó en la última posición en la temporada 2015 y que tras su desprogramación debería haber retornado en el 2017. 
Además no fue otorgada la licencia del club Cerro Corá para que pueda competir en esta división.

## Producto de la clasificación
- El torneo coronará al 24.º campeón en la historia de la Primera División C.
- Tanto el campeón y el subcampeón obtendrán directamente su ascenso a la Tercera División.
- El último club en la tabla de promedios será desprogramado para la siguiente temporada.

## Ascensos y descensos
| Ascendidos a Primera División B                           |
| --------------------------------------------------------- |
| 12 de Octubre SD (Campeón de la Primera División C 2019)  |
| Olimpia de Itá (Subcampeón de la Primera División C 2019) |

| Desprogramados que retornan                    |
| ---------------------------------------------- |
| Sport Colombia (Desprogramado temporada 2018)  |
| Valois Rivarola (Desprogramado temporada 2019) |

| Descendidos de Primera División B                      |
| ------------------------------------------------------ |
| General Caballero ZC (Último en la tabla de promedios) |
| Capitán Figari (Penúltimo en la tabla de promedios)    |

## Equipos participantes
Central.
| Equipo                                  | Fundación               | Ciudad               | Estadio                 | Capacidad |
| --------------------------------------- | ----------------------- | -------------------- | ----------------------- | --------- |
| 1º de Marzo                             | 1 de marzo de 1963      | Fernando de la Mora  | 1° de Marzo             | 2000      |
| Atlético Juventud                       | 28 de agosto de 1920    | Asunción             | Juventud                | 2000      |
| Capitán Figarí                          | 1 de marzo de 1931      | Lambaré              | Juan B. Ruíz Díaz       | 5500      |
| Deportivo Humaitá F.B.C.                | 19 de febrero de 1932   | Mariano Roque Alonso | Pioneros de Corumba Cué | 7000      |
| Deportivo Pinozá                        | 11 de enero de 1922     | Asunción             | Alfredo Stroessner      | 80        |
| Dr. Benjamín Aceval                     | 6 de junio de 1918      | Villa Hayes          | Isidro Roussillón       | 5000      |
| General Bernardino Caballero            | 10 de febrero de 1948   | Luque                | 26 de Febrero           | 1000      |
| General Caballero S.C.                  | 6 de septiembre de 1918 | Asunción             | Hugo Bogado Vaceque     | 5000      |
| Oriental                                | 12 de marzo de 1912     | Asunción             | Oriental                | 1800      |
| Silvio Pettirossi                       | 11 de marzo de 1926     | Asunción             | Bernabé Pedrozo         | 4000      |
| Sport Colombia                          | 1 de noviembre de 1924  | Fernando de la Mora  | Alfonso Colmán          | 7000      |
| Sport Colonial                          | 18 de enero de 1948     | Asunción             | Celestino Mongelós      | 600       |
| Sportivo Coronel Valois Rivarola F.B.C. | 12 de julio de 1936     | Asunción             | Gregorio Sarubbi        | 500       |

### Distribución geográfica de los equipos
| Departamento                     | # | Clubes |
| -------------------------------- | - | --- |
| Distrito Capital                 | 7 | General Caballero ZC, Colonial, Juventud, Oriental, Pinozá, Silvio Pettirossi, Valois Rivarola                                             |
| Departamento Central             | 5 | Humaitá (Mariano Roque Alonso); General Caballero CG (Luque); 1° de Marzo y Sport Colombia (Fernando de la Mora); Capitán Figari (Lambaré) |
| Departamento de Presidente Hayes | 1 | Benjamín Aceval (Villa Hayes) |

## Clasificación
| Pos. | Equipo               | Pts. | PJ | G  | E | P  | GF | GC | Dif. |  |
| ---- | -------------------- | ---- | -- | -- | - | -- | -- | -- | ---- |  |
| 1    | General Caballero ZC | 49   | 24 | 15 | 4 | 5  | 34 | 18 | +16  |  |
| 2    | Silvio Pettirossi    | 44   | 24 | 13 | 5 | 6  | 35 | 22 | +13  |  |
| 3    | Benjamín Aceval      | 43   | 24 | 13 | 4 | 7  | 49 | 34 | +15  |  |
| 4    | Sport Colombia       | 38   | 24 | 10 | 8 | 6  | 39 | 33 | +6   |  |
| 5    | Deportivo Humaitá    | 37   | 24 | 10 | 7 | 7  | 30 | 23 | +7   |  |
| 6    | Oriental             | 36   | 24 | 9  | 9 | 6  | 37 | 33 | +4   |  |
| 7    | 1º de Marzo          | 36   | 24 | 11 | 3 | 10 | 32 | 35 | −3   |  |
| 8    | Atlético Juventud    | 34   | 24 | 9  | 7 | 8  | 39 | 33 | +6   |  |
| 9    | Valois Rivarola      | 28   | 24 | 8  | 4 | 12 | 25 | 30 | −5   |  |
| 10   | Deportivo Pinozá     | 26   | 24 | 7  | 5 | 12 | 35 | 44 | −9   |  |
| 11   | General Caballero CG | 25   | 24 | 7  | 4 | 13 | 32 | 33 | −1   |  |
| 12   | Sport Colonial       | 20   | 24 | 5  | 5 | 14 | 20 | 46 | −26  |  |
| 13   | Capitán Figari       | 17   | 24 | 4  | 5 | 15 | 20 | 43 | −23  |  |

 Fuente: APF
Notas:
1. 1 2  Valois Rivarola ganó una protesta al 1º de Marzo por el partido de la fecha 1 y se le otorgaron los 3 puntos de dicho encuentro.

| Campeón y Subcampeón | Ascendidos a Tercera División. |

## Puntaje promedio
El promedio de puntos de un club es el cociente que se obtiene de la división de su puntaje acumulado en las últimas tres temporadas en la división, por la cantidad de partidos que haya jugado durante dicho período. Este determina, al final de cada temporada, al equipo que será desprogramado por una temporada.
- Actualizado el 28 de septiembre de 2021.

| Pos | Club                 | Prom  | PTS | PJ | 2018 | 2019 | 2021 |
| --- | -------------------- | ----- | --- | -- | ---- | ---- | ---- |
| 1º  | General Caballero ZC | 2.042 | 49  | 24 | -    | -    | 49   |
| 2º  | Benjamín Aceval      | 1.783 | 82  | 46 | -    | 39   | 43   |
| 3º  | Sport Colombia       | 1.583 | 38  | 24 | -    | -    | 38   |
| 4º  | Deportivo Humaitá    | 1.529 | 104 | 68 | 36   | 31   | 37   |
| 5º  | Oriental             | 1.515 | 103 | 68 | 41   | 26   | 36   |
| 6º  | Silvio Pettirossi    | 1.500 | 102 | 68 | 22   | 36   | 44   |
| 7º  | Atlético Juventud    | 1.382 | 94  | 68 | 22   | 38   | 34   |
| 8º  | Sport Colonial       | 1.309 | 89  | 68 | 45   | 24   | 20   |
| 9º  | Valois Rivarola      | 1.167 | 28  | 24 | -    | -    | 28   |
| 10º | 1° de Marzo          | 1.162 | 79  | 68 | 26   | 17   | 36   |
| 11º | General Caballero CG | 1.088 | 74  | 68 | 29   | 20   | 25   |
| 12º | Deportivo Pinozá     | 0.838 | 57  | 68 | 12   | 19   | 26   |
| 13º | Capitán Figari       | 0.708 | 17  | 24 | -    | -    | 17   |

|  | Desprogramado por un año. |

Pos=Posición; Prom=Promedio; PT=Puntaje total; PJ=Partidos jugados

## Fixture
- Los horarios son correspondientes a la hora local de verano (UTC-3) y horario estándar (UTC-4), Asunción, Paraguay.

### Primera vuelta
| Benjamín Aceval          | 1 - 2 | Silvio Pettirossi    | Isidro Roussillón   | 30 de abril | 15:00     |
| General Caballero ZC     | 0 - 1 | Sport Colonial       | Hugo Bogado         | 1 de mayo   | 10:00     |
| Capitán Figari           | 0 - 2 | General Caballero CG | Juan B. Ruiz Díaz   | 1 de mayo   | 15:00     |
| Deportivo Pinozá         | 1 - 1 | Oriental             | Alfredo Stroessner  | 2 de mayo   | 10:00     |
| Atlético Juventud        | 2 - 2 | Sport Colombia       | Hugo Bogado Vaceque | 2 de mayo   | 15:00     |
| 1.º de Marzo             | 0 - 3 | Valois Rivarola      | Cancelado           | Cancelado   | Cancelado |
| Libre: Deportivo Humaitá |       |                      |                     |             |           |

| Sport Colombia           | 1 - 1 | Benjamín Aceval      | Alfonso Colmán     | 7 de mayo | 15:00 |
| Valois Rivarola          | 2 - 0 | Capitán Figari       | Martín Torres      | 8 de mayo | 10:00 |
| General Caballero CG     | 5 - 0 | Deportivo Pinozá     | 26 de Febrero      | 8 de mayo | 15:00 |
| Silvio Pettirossi        | 1 - 1 | 1.º de Marzo         | Juan B. Ruiz Díaz  | 8 de mayo | 15:00 |
| Oriental                 | 3 - 1 | General Caballero ZC | Juan B. Ruiz Díaz  | 9 de mayo | 10:00 |
| Sport Colonial           | 2 - 2 | Deportivo Humaitá    | Celestino Mongelós | 9 de mayo | 15:00 |
| Libre: Atlético Juventud |       |                      |                    |           |       |

| Deportivo Pinozá      | 1 - 2 | Valois Rivarola      | Alfredo Stroessner | 14 de mayo | 10:00 |
| General Caballero ZC  | 2 - 1 | General Caballero CG | Hugo Bogado        | 14 de mayo | 15:00 |
| Capitán Figari        | 0 - 2 | Silvio Pettirossi    | Juan B. Ruiz Díaz  | 14 de mayo | 15:00 |
| Benjamín Aceval       | 2 - 0 | Atlético Juventud    | Isidro Roussillón  | 15 de mayo | 15:00 |
| 1.º de Marzo          | 1 - 2 | Sport Colombia       | Ricardo Gregor     | 16 de mayo | 10:00 |
| Deportivo Humaitá     | 0 - 1 | Oriental             | La Arboleda        | 17 de mayo | 15:00 |
| Libre: Sport Colonial |       |                      |                    |            |       |

| Sport Colombia         | 3 - 3 | Capitán Figari       | Alfonso Colmán    | 22 de mayo | 10:00 |
| Silvio Pettirossi      | 3 - 0 | Deportivo Pinozá     | Juan B. Ruiz Díaz | 22 de mayo | 15:00 |
| Valois Rivarola        | 0 - 1 | General Caballero ZC | Gregorio Sarubbi  | 22 de mayo | 15:00 |
| General Caballero CG   | 1 - 1 | Deportivo Humaitá    | 26 de Febrero     | 22 de mayo | 15:00 |
| Oriental               | 0 - 1 | Sport Colonial       | 26 de Febrero     | 23 de mayo | 15:00 |
| Atlético Juventud      | 0 - 1 | 1º de Marzo          | La Arboleda       | 24 de mayo | 15:00 |
| Libre: Benjamín Aceval |       |                      |                   |            |       |

| Sport Colonial       | 2 - 1 | General Caballero CG | Celestino Mongelós | 26 de mayo | 15:00 |
| General Caballero ZC | 0 - 0 | Silvio Pettirossi    | Hugo Bogado        | 26 de mayo | 15:00 |
| Deportivo Pinozá     | 3 - 2 | Sport Colombia       | Alfredo Stroessner | 26 de mayo | 15:00 |
| Deportivo Humaitá    | 2 - 1 | Valois Rivarola      | Adrián Jara        | 26 de mayo | 15:00 |
| 1.º de Marzo         | 0 - 1 | Benjamín Aceval      | Salustiano Zaracho | 27 de mayo | 15:00 |
| Capitán Figari       | 1 - 1 | Atlético Juventud    | Juan B. Ruiz Díaz  | 27 de mayo | 15:00 |
| Libre: Oriental      |       |                      |                    |            |       |

| Silvio Pettirossi    | 3 - 0 | Deportivo Humaitá    | Juan B. Ruiz Díaz | 29 de mayo | 15:00 |
| Valois Rivarola      | 1 - 1 | Sport Colonial       | Gregorio Sarubbi  | 29 de mayo | 15:00 |
| Sport Colombia       | 0 - 1 | General Caballero ZC | Alfonso Colmán    | 30 de mayo | 10:00 |
| Benjamín Aceval      | 3 - 2 | Capitán Figari       | Isidro Roussillón | 30 de mayo | 15:00 |
| Atlético Juventud    | 3 - 2 | Deportivo Pinozá     | Juventud          | 30 de mayo | 15:00 |
| General Caballero CG | 1 - 1 | Oriental             | Ricardo Gregor    | 31 de mayo | 15:00 |
| Libre: 1.º de Marzo  |       |                      |                   |            |       |

| General Caballero ZC        | 1 - 0 | Atlético Juventud | Hugo Bogado             | 4 de junio | 15:00 |
| Deportivo Pinozá            | 1 - 2 | Benjamín Aceval   | Alfredo Stroessner      | 5 de junio | 10:00 |
| Oriental                    | 2 - 1 | Valois Rivarola   | Juan B. Ruiz Díaz       | 5 de junio | 15:00 |
| Deportivo Humaitá           | 0 - 0 | Sport Colombia    | Pioneros de Corumba Cué | 6 de junio | 10:00 |
| Sport Colonial              | 0 - 2 | Silvio Pettirossi | Celestino Mongelós      | 6 de junio | 15:00 |
| Capitán Figari              | 1 - 2 | 1º de Marzo       | Juan B. Ruiz Díaz       | 6 de junio | 15:00 |
| Libre: General Caballero CG |       |                   |                         |            |       |

| Silvio Pettirossi     | 1 - 3 | Oriental             | Juan B. Ruiz Díaz | 12 de junio | 15:00 |
| Valois Rivarola       | 1 - 0 | General Caballero CG | Gregorio Sarubbi  | 12 de junio | 15:00 |
| Benjamín Aceval       | 1 - 2 | General Caballero ZC | Isidro Roussillón | 12 de junio | 15:00 |
| Atlético Juventud     | 2 - 1 | Deportivo Humaitá    | Juventud          | 12 de junio | 15:00 |
| 1º de Marzo           | 3 - 1 | Deportivo Pinozá     | 1° de Marzo       | 13 de junio | 15:00 |
| Sport Colombia        | 1 - 1 | Sport Colonial       | Martín Torres     | 14 de junio | 15:00 |
| Libre: Capitán Figari |       |                      |                   |             |       |

| Deportivo Pinozá       | 5 - 1 | Capitán Figari    | Roque Battilana         | 18 de junio | 15:00 |
| Sport Colonial         | 1 - 1 | Atlético Juventud | 1° de Marzo             | 19 de junio | 10:00 |
| Deportivo Humaitá      | 1 - 2 | Benjamín Aceval   | Pioneros de Corumba Cué | 19 de junio | 10:00 |
| General Caballero CG   | 0 - 1 | Silvio Pettirossi | 26 de Febrero           | 19 de junio | 15:00 |
| Oriental               | 2 - 4 | Sport Colombia    | Juan B. Ruiz Díaz       | 19 de junio | 15:00 |
| General Caballero ZC   | 3 - 2 | 1.º de Marzo      | Hugo Bogado             | 19 de junio | 15:00 |
| Libre: Valois Rivarola |       |                   |                         |             |       |

| 1º de Marzo             | 2 - 1 | Deportivo Humaitá    | 1° de Marzo       | 22 de junio | 14:30 |
| Silvio Pettirossi       | 4 - 0 | Valois Rivarola      | Juan B. Ruiz Díaz | 22 de junio | 14:30 |
| Capitán Figari          | 0 - 3 | General Caballero ZC | Juan B. Ruiz Díaz | 23 de junio | 14:30 |
| Benjamín Aceval         | 5 - 0 | Sport Colonial       | Isidro Roussillón | 23 de junio | 14:30 |
| Atlético Juventud       | 4 - 2 | Oriental             | Juventud          | 23 de junio | 14:30 |
| Sport Colombia          | 2 - 2 | General Caballero CG | Alfonso Colmán    | 23 de junio | 14:30 |
| Libre: Deportivo Pinozá |       |                      |                   |             |       |

| Valois Rivarola          | 2 - 0 | Sport Colombia    | Gregorio Sarubbi        | 26 de junio | 14:30 |
| General Caballero CG     | 0 - 2 | Atlético Juventud | 26 de Febrero           | 26 de junio | 14:30 |
| Sport Colonial           | 0 - 2 | 1º de Marzo       | Alfredo Stroessner      | 26 de junio | 14:30 |
| Deportivo Humaitá        | 1 - 0 | Capitán Figari    | Pioneros de Corumba Cué | 26 de junio | 14:30 |
| General Caballero ZC     | 2 - 2 | Deportivo Pinozá  | Hugo Bogado             | 27 de junio | 14:30 |
| Oriental                 | 2 - 2 | Benjamín Aceval   | Tomás Beggan Correa     | 28 de junio | 15:00 |
| Libre: Silvio Pettirossi |       |                   |                         |             |       |

| Deportivo Pinozá            | 0 - 2 | Deportivo Humaitá    | Emiliano Ghezzi   | 1 de julio | 9:30  |
| Atlético Juventud           | 2 - 0 | Valois Rivarola      | Juventud          | 3 de julio | 14:30 |
| Capitán Figari              | 0 - 2 | Sport Colonial       | Juan B. Ruiz Díaz | 4 de julio | 14:30 |
| 1º de Marzo                 | 2 - 1 | Oriental             | 1° de Marzo       | 4 de julio | 14:30 |
| Benjamín Aceval             | 5 - 1 | General Caballero CG | Isidro Roussillón | 4 de julio | 14:30 |
| Sport Colombia              | 2 - 0 | Silvio Pettirossi    | Alfonso Colmán    | 4 de julio | 14:30 |
| Libre: General Caballero ZC |       |                      |                   |            |       |

| Valois Rivarola       | 1 - 0 | Benjamín Aceval      | Gregorio Sarubbi        | 9 de julio  | 14:30 |
| Sport Colonial        | 0 - 2 | Deportivo Pinozá     | Celestino Mongelós      | 10 de julio | 10:00 |
| General Caballero CG  | 0 - 1 | 1º de Marzo          | 26 de Febrero           | 10 de julio | 10:00 |
| Deportivo Humaitá     | 0 - 0 | General Caballero ZC | Pioneros de Corumba Cué | 10 de julio | 14:30 |
| Oriental              | 1 - 0 | Capitán Figari       | 1° de Marzo             | 11 de julio | 14:30 |
| Silvio Pettirossi     | 2 - 1 | Atlético Juventud    | Alfonso Colmán          | 12 de julio | 9:30  |
| Libre: Sport Colombia |       |                      |                         |             |       |

### Segunda vuelta
| Sport Colombia           | 2 - 0 | Atlético Juventud    | Alfonso Colmán     | 16 de julio | 9:30  |
| General Caballero CG     | 0 - 1 | Capitán Figari       | 26 de Febrero      | 17 de julio | 10:00 |
| Silvio Pettirossi        | 1 - 1 | Benjamín Aceval      | Juan B. Ruiz Díaz  | 17 de julio | 14:30 |
| Valois Rivarola          | 1 - 1 | 1.º de Marzo         | Gregorio Sarubbi   | 17 de julio | 14:30 |
| Oriental                 | 1 - 1 | Deportivo Pinozá     | Rafael Giménez     | 17 de julio | 15:00 |
| Sport Colonial           | 1 - 5 | General Caballero ZC | Celestino Mongelós | 18 de julio | 10:00 |
| Libre: Deportivo Humaitá |       |                      |                    |             |       |
| Libre: Atlético Juventud |       |                      |                    |             |       |

| Benjamín Aceval          | 4 - 2 | Sport Colombia       | Isidro Roussillón       | 21 de julio | 14:30 |
| 1º de Marzo              | 1 - 0 | Silvio Pettirossi    | 1° de Marzo             | 21 de julio | 14:30 |
| Capitán Figari           | 1 - 1 | Valois Rivarola      | Juan B. Ruiz Díaz       | 21 de julio | 14:30 |
| Deportivo Pinozá         | 1 - 2 | General Caballero CG | Alfredo Stroessner      | 21 de julio | 14:30 |
| General Caballero ZC     | 4 - 2 | Oriental             | Hugo Bogado             | 21 de julio | 14:30 |
| Deportivo Humaitá        | 3 - 0 | Sport Colonial       | Pioneros de Corumba Cué | 21 de julio | 14:30 |
| Libre: Atlético Juventud |       |                      |                         |             |       |

| General Caballero CG  | 0 - 2 | General Caballero ZC | 26 de Febrero       | 24 de julio | 10:00 |
| Valois Rivarola       | 0 - 1 | Deportivo Pinozá     | Gregorio Sarubbi    | 24 de julio | 14:30 |
| Atlético Juventud     | 4 - 1 | Benjamín Aceval      | Juventud            | 24 de julio | 14:30 |
| Sport Colombia        | 2 - 1 | 1.º de Marzo         | Alfonso Colmán      | 25 de julio | 10:00 |
| Oriental              | 0 - 0 | Deportivo Humaitá    | Rafael Giménez      | 25 de julio | 14:30 |
| Silvio Pettirossi     | 0 - 1 | Capitán Figari       | Luis Alfonso Giagni | 26 de julio | 9:30  |
| Libre: Sport Colonial |       |                      |                     |             |       |

| Deportivo Humaitá      | 1 - 0 | General Caballero CG | Martín Torres      | 30 de julio | 9:30  |
| Sport Colonial         | 1 - 2 | Oriental             | Celestino Mongelós | 31 de julio | 10:00 |
| Deportivo Pinozá       | 5 - 0 | Silvio Pettirossi    | Alfredo Stroessner | 31 de julio | 14:30 |
| General Caballero ZC   | 1 - 0 | Valois Rivarola      | Hugo Bogado        | 31 de julio | 14:30 |
| Capitán Figari         | 2 - 2 | Sport Colombia       | Juan B. Ruiz Díaz  | 1 de agosto | 10:00 |
| 1.º de Marzo           | 2 - 3 | Atlético Juventud    | 1° de Marzo        | 1 de agosto | 14:30 |
| Libre: Benjamín Aceval |       |                      |                    |             |       |

| Valois Rivarola      | 1 - 1 | Deportivo Humaitá    | Gregorio Sarubbi  | 7 de agosto  | 14:30 |
| Silvio Pettirossi    | 0 - 1 | General Caballero ZC | Juan B. Ruiz Díaz | 7 de agosto  | 14:30 |
| Atlético Juventud    | 2 - 0 | Capitán Figari       | Juventud          | 7 de agosto  | 14:30 |
| Benjamín Aceval      | 1 - 0 | 1.º de Marzo         | Isidro Roussillón | 8 de agosto  | 14:30 |
| Sport Colombia       | 4 - 1 | Deportivo Pinozá     | Alfonso Colmán    | 9 de agosto  | 10:00 |
| General Caballero CG | 3 - 0 | Sport Colonial       | 26 de Febrero     | 18 de agosto | 14:30 |
| Libre: Oriental      |       |                      |                   |              |       |

| Sport Colonial       | 1 - 2 | Valois Rivarola      | Celestino Mongelós      | 14 de agosto | 10:00 |
| Deportivo Pinozá     | 2 - 2 | Atlético Juventud    | Alfredo Stroessner      | 14 de agosto | 14:30 |
| General Caballero ZC | 1 - 0 | Sport Colombia       | Hugo Bogado             | 14 de agosto | 14:30 |
| Deportivo Humaitá    | 0 - 2 | Silvio Pettirossi    | Pioneros de Corumba Cué | 15 de agosto | 14:30 |
| Oriental             | 0 - 0 | General Caballero CG | Tomás Beggan Correa     | 15 de agosto | 14:30 |
| Capitán Figari       | 3 - 0 | Benjamín Aceval      | Juan B. Ruiz Díaz       | 17 de agosto | 10:00 |
| Libre: 1.º de Marzo  |       |                      |                         |              |       |

| Sport Colombia              | 1 - 0 | Deportivo Humaitá    | Alfonso Colmán    | 21 de agosto | 10:00 |
| Valois Rivarola             | 1 - 2 | Oriental             | Gregorio Sarubbi  | 21 de agosto | 14:30 |
| Atlético Juventud           | 1 - 2 | General Caballero ZC | Juventud          | 21 de agosto | 14:30 |
| Benjamín Aceval             | 6 - 0 | Deportivo Pinozá     | Isidro Roussillón | 21 de agosto | 14:30 |
| 1.º de Marzo                | 0 - 0 | Capitán Figari       | 1° de Marzo       | 22 de agosto | 14:30 |
| Silvio Pettirossi           | 3 - 2 | Sport Colonial       | Juan B. Ruiz Díaz | 23 de agosto | 10:00 |
| Libre: General Caballero CG |       |                      |                   |              |       |

| General Caballero ZC  | 0 - 1 | Benjamín Aceval   | Hugo Bogado             | 25 de agosto    | 14:30 |
| General Caballero CG  | 0 - 2 | Valois Rivarola   | 26 de Febrero           | 25 de agosto    | 15:00 |
| Sport Colonial        | 0 - 2 | Sport Colombia    | Celestino Mongelós      | 26 de agosto    | 14:30 |
| Oriental              | 2 - 2 | Silvio Pettirossi | Alfredo Stroessner      | 26 de agosto    | 14:30 |
| Deportivo Pinozá      | 3 - 0 | 1.º de Marzo      | Alfredo Stroessner      | 9 de septiembre | 10:00 |
| Deportivo Humaitá     | 3 - 1 | Atlético Juventud | Pioneros de Corumba Cué | 9 de septiembre | 10:00 |
| Libre: Capitán Figari |       |                   |                         |                 |       |

| Silvio Pettirossi      | 1 - 0 | General Caballero CG | Félix Cabrera     | 29 de agosto | 14:30 |
| Sport Colombia         | 0 - 0 | Oriental             | Alfonso Colmán    | 29 de agosto | 14:30 |
| Atlético Juventud      | 1 - 1 | Sport Colonial       | Juventud          | 29 de agosto | 14:30 |
| Benjamín Aceval        | 2 - 2 | Deportivo Humaitá    | Isidro Roussillón | 29 de agosto | 14:30 |
| Capitán Figari         | 2 - 1 | Deportivo Pinozá     | Juan B. Ruiz Díaz | 30 de agosto | 10:00 |
| 1º de Marzo            | 1 - 0 | General Caballero ZC | Alfonso Colmán    | 31 de agosto | 10:00 |
| Libre: Valois Rivarola |       |                      |                   |              |       |

| General Caballero ZC    | 2 - 1 | Capitán Figari    | Hugo Bogado             | 3 de septiembre | 10:00 |
| Sport Colonial          | 1 - 4 | Benjamín Aceval   | Celestino Mongelós      | 4 de septiembre | 10:00 |
| Deportivo Humaitá       | 3 - 2 | 1.º de Marzo      | Pioneros de Corumba Cué | 4 de septiembre | 15:00 |
| General Caballero CG    | 2 - 3 | Sport Colombia    | 26 de Febrero           | 4 de septiembre | 15:00 |
| Valois Rivarola         | 0 - 1 | Silvio Pettirossi | Gregorio Sarubbi        | 4 de septiembre | 15:00 |
| Oriental                | 1 - 1 | Atlético Juventud | 1° de Marzo             | 5 de septiembre | 10:00 |
| Libre: Deportivo Pinozá |       |                   |                         |                 |       |

| Sport Colombia           | 2 - 1 | Valois Rivarola          | Alfonso Colmán     | 13 de septiembre | 10:00 |
| Atlético Juventud        | 1 - 2 | General Caballero CG     | Juventud           | 13 de septiembre | 10:00 |
| 1º de Marzo              | 1 - 0 | Sport Colonial           | 1° de Marzo        | 13 de septiembre | 10:00 |
| Benjamín Aceval          | 0 - 3 | Oriental                 | Isidro Roussillón  | 13 de septiembre | 10:00 |
| Capitán Figari           | 0 - 4 | Deportivo Humaitá        | Juan B. Ruiz Díaz  | 13 de septiembre | 10:00 |
| Deportivo Pinozá         | 0 - 0 | General Caballero ZC (C) | Alfredo Stroessner | 13 de septiembre | 10:00 |
| Libre: Silvio Pettirossi |       |                          |                    |                  |       |

| General Caballero CG        | 4 - 2 | Benjamín Aceval   | Adrián Jara             | 17 de septiembre | 9:00  |
| Silvio Pettirossi           | 3 - 0 | Sport Colombia    | Juan B. Ruiz Díaz       | 17 de septiembre | 9:00  |
| Deportivo Humaitá           | 1 - 0 | Deportivo Pinozá  | Pioneros de Corumba Cué | 18 de septiembre | 9:00  |
| Sport Colonial              | 2 - 1 | Capitán Figari    | Celestino Mongelós      | 18 de septiembre | 9:00  |
| Valois Rivarola             | 1 - 4 | Atlético Juventud | Gregorio Sarubbi        | 18 de septiembre | 15:00 |
| Oriental                    | 3 - 5 | 1º de Marzo       | Alfredo Stroessner      | 19 de septiembre | 15:00 |
| Libre: General Caballero ZC |       |                   |                         |                  |       |

| 1.º de Marzo          | 1 - 5 | General Caballero CG | Alfonso Colmán     | 23 de septiembre | 9:00  |
| Capitán Figari        | 0 - 2 | Oriental             | Juan B. Ruiz Díaz  | 25 de septiembre | 10:00 |
| Deportivo Pinozá      | 2 - 0 | Sport Colonial       | Alfredo Stroessner | 25 de septiembre | 10:00 |
| Atlético Juventud     | 1 - 1 | Silvio Pettirossi    | Martín Torres      | 28 de septiembre | 10:00 |
| Benjamín Aceval       | 2 - 1 | Valois Rivarola      | Isidro Roussillón  | 28 de septiembre | 10:00 |
| General Caballero ZC  | 0 - 1 | Deportivo Humaitá    | Hugo Bogado        | 28 de septiembre | 10:00 |
| Libre: Sport Colombia |       |                      |                    |                  |       |

## Campeón
|                                |
| General Caballero ZC 1º título |

## Goleadores
| Pos. | Jugador             | Club                 | Goles |
| ---- | ------------------- | -------------------- | ----- |
| 1    | Osvaldo Argüello    | Benjamín Aceval      | 17    |
| 2    | Pedro Luis González | Atlético Juventud    | 16    |
| 3    | Marcos Rojas        | General Caballero ZC | 12    |
| 4    | Pablo Fernández     | General Caballero ZC | 9     |
| 5    | Jhonny Arboleda     | Deportivo Humaitá    | 9     |
| 6    | Leonardo Medina     | Silvio Pettirossi    | 9     |
| 7    | Rodrigo Torres      | Silvio Pettirossi    | 8     |
| 8    | Nery Castro         | Benjamín Aceval      | 7     |
| 9    | Francisco Omzi      | General Caballero CG | 7     |
| 10   | Alan Rodríguez      | Sport Colombia       | 7     |
| 11   | Matías Machuca      | 1.º de Marzo         | 6     |
| 12   | Kevin Quiñónez      | Benjamín Aceval      | 6     |
| 13   | Willian González    | Deportivo Humaitá    | 5     |
| 14   | Iván Cañete         | Oriental             | 6     |
| 15   | Juan Soler          | Oriental             | 6     |